# كاران كوندرا
كاران كوندرا تلقى تعليمه في مدينة جالاندهار الهندية، ثم سافر إلى ولاية فلوريدا لمتابعة دراسة الماجستير في إدارة الأعمال، ولكن سرعان ما انصرف عن هذا الأمر من أجل اهتمامه بالتمثيل. وقبل أن يخوض «كاران» الدراما التلفزيونية الهندية عمل في شركات إدارة الأعمال العائلية، ولديه خبرة كبيرة في هذا المجال. وشارك في العديد من الأعمال الدرامية ومنها: " Kitani Mohabbat Hai" عام 2008، وفي نهاية عام 2009 قدم مسلسل " Bayttaab Dil Ki Tamanna Hai"، وبعد ظهوره في مسلسل "Aahat" عام 2010، اتجه إلى المشاركة في أول تجربة له ببرامج الواقع الراقصة من خلال برنامج "Zara Nachke Dikha" في مايو/أيار عام 2010، ويؤدي كاران دور سعود في مسلسل سجين الحب. وترك بصمة خاصة في السينما الهندية بمشاركته في فيلم " Pure Punjabi" عام 2010- 2011.

## وصلات خارجية
- كاران كوندرا على موقع IMDb (الإنجليزية)
- كاران كوندرا على موقع قاعدة بيانات الفيلم (الإنجليزية)
- كاران كوندرا على موقع كينوبويسك (الروسية)

1. ↑  CineMagia (بالرومانية), QID:Q15065727